# 潘切市
潘切市（越南语：／），又作藩切市，是越南平顺省的省莅城市，同时也是越南一个重要的捕鱼区。面积210.9平方千米，2016年总人口225897人。

## 名称
“潘切”之名，来源于占语。17世纪越南征服该地区之前，占婆人称该地为“Hamu Lithit”，其中“Hamu”译为“田野中的小村庄”，“Lithit”译为“靠海的”。随着广南阮氏南进运动的发起，越南语的的新名称逐渐代替了旧名称。 由于越南人已将占婆王国的宾童龙城改名为“潘郎”，另一个定居点改名为“潘里海口”，他们就将前缀“Phan”附加到“Lithit”前面，将该地命名为“Phan Thiết”。

## 地理
潘切市东和南临南中国海，西接咸顺南县，北接咸顺北县和北平县。

## 历史
1999年8月25日，潘切市社改制为潘切市。
2001年11月22日，丰稔社析置富财坊和春安坊，咸进社析置咸进坊并更名为善业社，富海社改制为富谐坊。
2009年6月24日，潘切市被评定为二级城市。
2024年10月24日，越南国会常务委员会通过决议，自2024年12月1日起，德胜坊和德义坊并入乐道坊，兴隆坊并入平兴坊。

## 行政区划
潘切市下辖11坊4社，市人民委员会位于乐道坊。
- 平兴坊（Phường Bình Hưng）
- 德隆坊（Phường Đức Long）
- 咸进坊（Phường Hàm Tiến）
- 乐道坊（Phường Lạc Đạo）
- 美奈坊（Phường Mũi Né）
- 富谐坊（Phường Phú Hài）
- 富财坊（Phường Phú Tài）
- 富水坊（Phường Phú Thủy）
- 富祯坊（Phường Phú Trinh）
- 清海坊（Phường Thanh Hải）
- 春安坊（Phường Xuân An）
- 丰稔社（Xã Phong Nẫm）
- 善业社（Xã Thiện Nghiệp）
- 进利社（Xã Tiến Lợi）
- 进城社（Xã Tiến Thành）

## 交通
- 越南鐵路
  - 南北線：潘切站